# Arroyo Cedrón
El arroyo Cedrón (también arroyo de Melgar y arroyo de Martín Román) es un corto río del centro de España, un afluente del río Tajo. Discurre de este a oeste formando un valle fluvial.

## Arroyo Cedrón
El Cedrón nace en las proximidades de la localidad de Villatobas (Toledo, Castilla-La Mancha) y desemboca por la izquierda en el Tajo en el municipio de Aranjuez (Madrid), cerca de la pedanía ribereña de Villamejor. 
En su breve recorrido no tiene ninguna presa o embalse. Entre otros municipios, atraviesa los términos municipales de La Guardia, Dosbarrios, Huerta de Valdecarábanos y Villasequilla.
En su desembocadura en el río Tajo se encuentra la Reserva Natural del Carrizal de Villamejor (Aranjuez). 

## Lagunas de Dehesa de Monreal
A su paso por el término de Dosbarrios en la denominada Dehesa de Monreal existen una docena de lagunas artificiales creadas con fines cinegéticos, muy visitadas por todo tipo de aves, entre las que destaca la malvasia europea, Oxyura leucocephala.

## Lagunas de La Guardia

Panorámica de la laguna de La Guardia en el arroyo Cedrón

En el año 2015 la Confederación Hidrográfica del Tajo crea una laguna de una hectárea en el término de La Guardia como hábitat de la malvasía (Oxyura leucocephala), ave buceadora declarada "en peligro de extinción" en el Catálogo Regional de Especies Amenazadas de Castilla-La Mancha. La zona elegida forma parte del Lugar de importancia comunitaria (LIC) Yesares del valle del Tajo.
- Página web de la Asociación Amigos de las lagunas de La Guardia (Toledo)

## Curiosidades
Según Juan Arribas Soria y Julián de Velasco en su Geografía Moderna de 1792, toma su nombre del arroyo o torrente Cedrón de Jerusalén.

### Imagen de satélite
- Arroyo Cedrón en Wikimapia

- Datos: Q5705577
- Multimedia: Arroyo Cedrón / Q5705577